# 小行星2343
小行星2343（2343 Siding Spring）是一颗围绕太阳公转的小行星。1979年6月25日，舒爾特·巴斯、埃莉諾·赫琳在赛丁泉山发现了此天体。
該小行星以位於澳大利亞的賽丁泉天文台命名。
这颗小行星的绝对星等为155.1031293994587等。